# Brendan Augustine
Brendan Augustine (East London, 26 de outubro de 1971) é um ex-futebolista profissional sul-africano.

## Carreira
Atuou quase toda sua carreira na África do Sul pelos times Bush Bucks F.C. e Ajax Cape Town F.C.
Na Europa teve destaque pelo LASK Linz da Áustria